# Klinger-Mausoleum

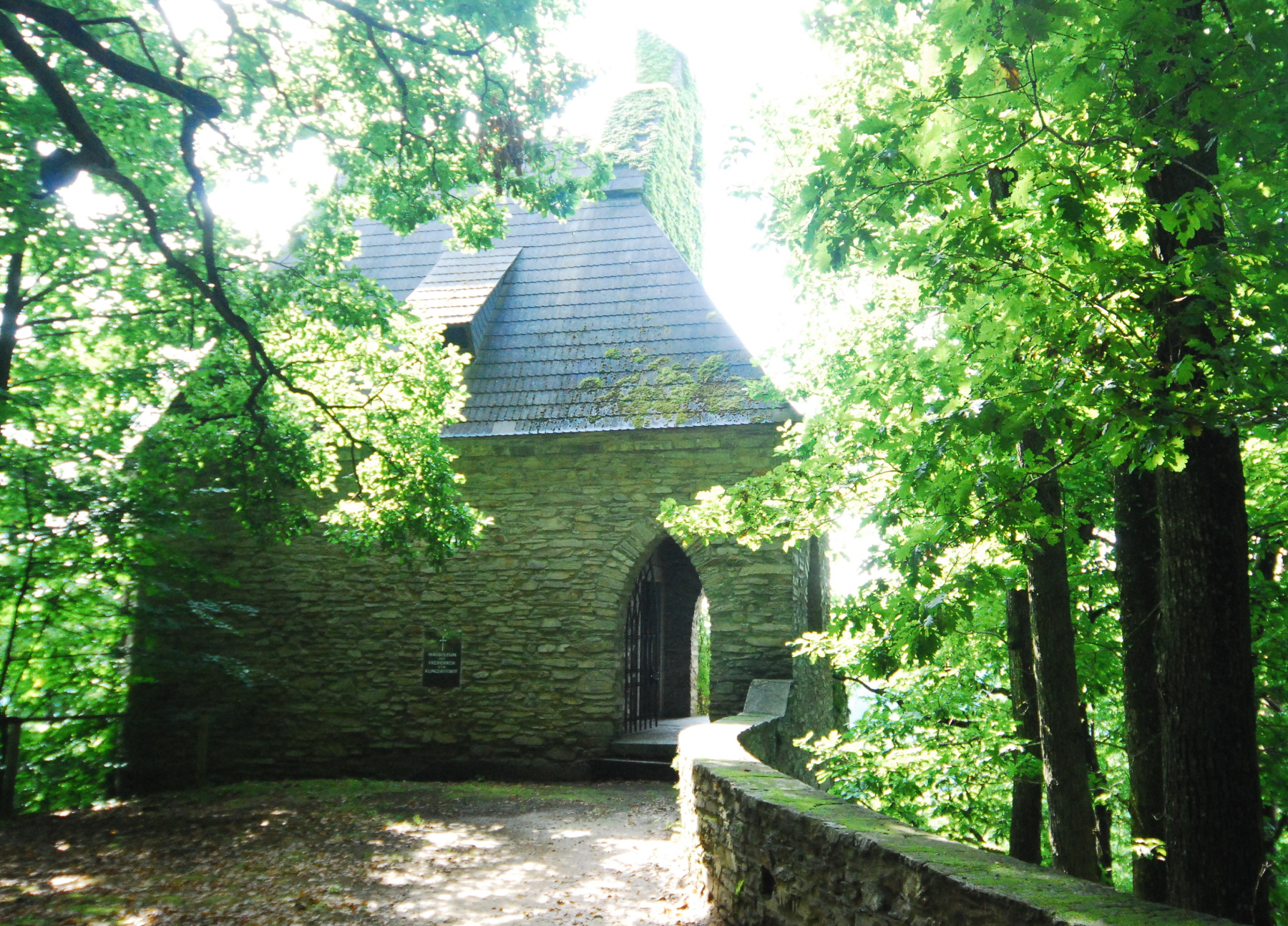
Klinger-Mausoleum

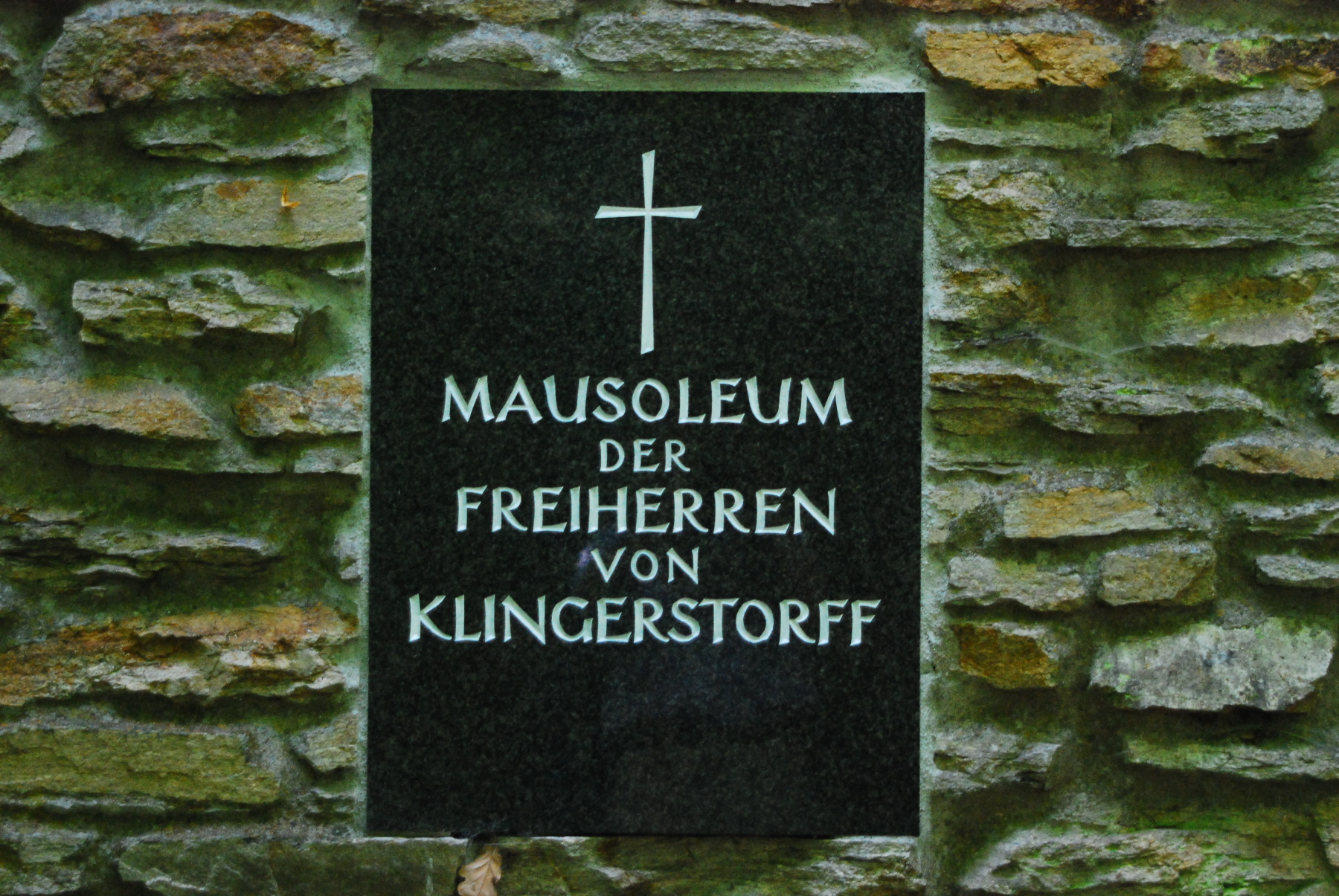
Gedenktafel

Das Klinger-Mausoleum in der Nähe der Burgruine Kollmitz bei Raabs an der Thaya in Niederösterreich ist der Bestattungsort der Familie Klinger von Klingerstorff. Das Mausoleum steht unter Denkmalschutz (Listeneintrag). Das Mausoleum wurde in den Jahren 1926 bis 1928 in der Nähe des so genannten Uhufelsens, dem Lieblingsplatz von Sybille Klinger von Klingerstorff, an einem Steilabfall zur Thaya als zweigeschoßiger Bau aus Bruchsteinen mit einer Terrasse und einem Turm errichtet.

## Anlass zur Errichtung
Während des Ersten Weltkriegs lernte Baron Hugo Klinger die damalige Comtesse Sybille von Spiegelfeldt im Lazarett in Troppau kennen. Klinger war seit 1912 Besitzer der Herrschaft Raabs, die sein Vater, ein schwerreicher Textilindustrieller aus Nordböhmen, für seinen Sohn gekauft hatte. Sybilles Vater war kaiserlicher Statthalter in Tirol, also hoher Beamtenadel. Der 1916 geschlossenen Ehe entstammten drei Kinder: Maria Magdalena (1918), Hubert (1920) und Albertine (1921).
1925 erkrankte die Baronin an einer Lungenkrankheit und übersiedelte zur Genesung nach Meran. Dort lernte sie den zehn Jahre jüngeren, aus Russland stammenden Cyrill Orlov kennen und verliebte sich in ihn. Nach ihrer Rückkehr in die Burg Raabs an der Thaya gestand sie ihrem Mann diese Liebe, versprach diesem aber nach einer Aussprache mit ihrem Vater in Wien, ihn nicht zu verlassen. Dennoch trafen sie einander später noch heimlich in Wien und auch in Raabs.
Am 2. Juni 1926 traf Cyrill Orlov Baron Hugo Klinger von Klingerstorff im Bruckgraben-Wald in der Nähe von Kollmitzdörfl, angeblich um mit ihm über die Situation zu sprechen. Es kam zu einem Schusswechsel, bei dem beide Beteiligte verwundet und in weiterer Folge ins Krankenhaus von Waidhofen an der Thaya eingeliefert wurden. Laut Gendarmeriechronik Raabs wurde aus dem Hinterhalt auf Hugo Klinger geschossen. Er schoss zurück und als guter Jäger traf er besser. In der Familie der untreuen Sybille wurde aber später von einem "Duell unter Ehrenmännern" erzählt.
Von der Gendarmerie sollte Sybille Klinger am 3. Juni wegen einer Befragung vom Schloss zum Untersuchungsrichter gebracht werden, woraufhin sie Selbstmord durch Erschießen beging. Am 5. Juni wurde sie zunächst auf dem Friedhof von Raabs in Oberndorf beigesetzt. Nach der Errichtung des Mausoleums wurde sie am 28. Oktober 1928 dorthin überführt. Ihr Witwer Hugo Klinger wurde dort später ebenso beigesetzt wie ihre drei Kinder.
Cyrill Orlov verstarb am 15. Juni 1926 im Krankenhaus von Waidhofen an der Thaya an einer Lungenentzündung. In Waidhofen an der Thaya wurde er auf dem Friedhof beigesetzt. Sein Grab besteht nicht mehr. Elfriede Klinger, die Witwe von Sohn Hubert Klinger verstarb am 13. Juni 2020 und wurde am 25. Juni 2020 im Klinger-Mausoleum beigesetzt.